# Ekspedycja 13
Ekspedycja 13 – trzynasta stała załoga Międzynarodowej Stacji Kosmicznej (ISS), przebywała na pokładzie stacji w 2006 roku.
Marcos Pontes, który wystartował razem z załogą Ekspedycji 13, został pierwszym (i jedynym dotąd) brazylijskim astronautą; powrócił na Ziemię po dziewięciu dniach (8 kwietnia 2006) na pokładzie Sojuza TMA-7 – razem z załogą Ekspedycji 12.

## Załoga
- Pawieł Władimirowicz Winogradow (2), Dowódca misji i dowódca Sojuza (Rosja)
- Jeffrey Williams (2), Inżynier lotu i pracownik naukowy ISS (Stany Zjednoczone)
- Thomas Reiter* (2), Inżynier lotu (Niemcy)

* Dołączył do Ekspedycji 13 podczas misji STS-121

(liczba w nawiasie oznacza liczbę lotów odbytych przez każdego z astronautów)

### Załoga rezerwowa
- Fiodor Jurczichin (2), Dowódca misji i dowódca Sojuza (Rosja)
- Edward Michael Fincke (2), Inżynier lotu i pracownik naukowy ISS (Stany Zjednoczone)
- Léopold Eyharts (2), Inżynier lotu (Francja)

## Parametry misji
- Perygeum: ? km
- Apogeum: ? km
- Inklinacja: ~51,6°
- Okres orbitalny: ? min

### Dokowanie Sojuza TMA-8 do ISS
- Połączenie z ISS: 1 kwietnia 2006 o 04:19:26 UTC[2]. Statek Sojuz TMA-8 automatycznie przycumował do modułu Zarja.
- Odłączenie od ISS: 28 września 2006, 21:53:09 UTC[2]
- Łączny czas dokowania: 180 dni, 17 h, 33 min 43 s

## Praca załogi na pokładzie

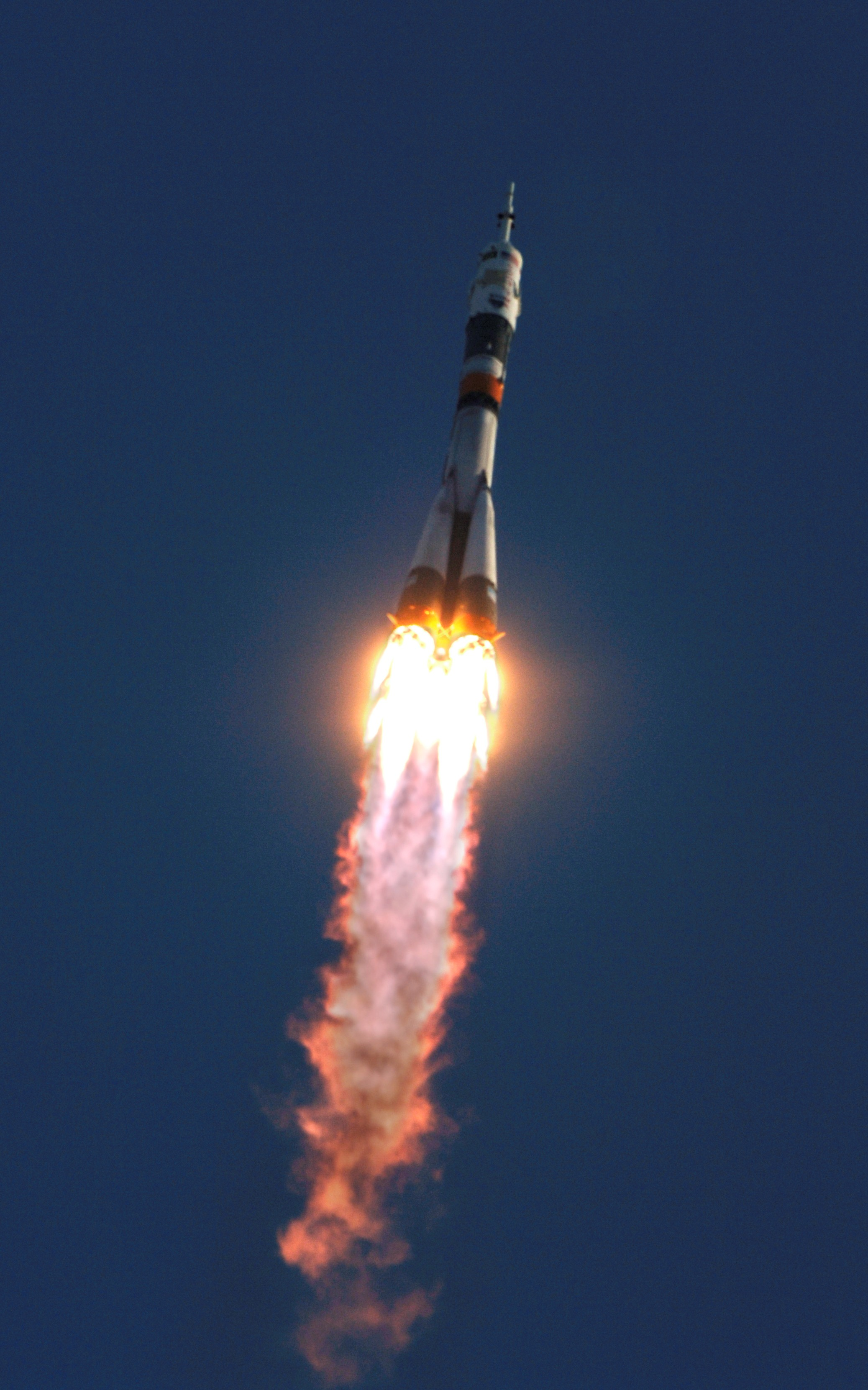
Start załogi Ekspedycji 13

Dowódca Pawieł Winogradow i inżynier pokładowy Jeffrey Williams wystartowali 30 marca 2006 roku razem z brazylijskim astronautą Marcos Pontesem, na pokładzie Sojuza TMA-8. Dwa dni później Sojuz zadokował do modułu Zwiezda Międzynarodowej Stacji Kosmicznej.
Powrót 12. stałej załogi ISS, razem z brazylijskim astronautą nastąpił 8 kwietnia na pokładzie Sojuza TMA-7.
Początkowo NASA planowała sprowadzić Williama McArthura (Ekspedycja 12) na Ziemię za pomocą promu kosmicznego, jednak z powodu problemów i opóźnień w grafiku lotów floty wahadłowców, zrezygnowano z tego pomysłu. Ponadto planowano również, że należący do Ekspedycji 13 niemiecki astronauta Thomas Reiter, zostanie dostarczony na stację z misją STS-121 jesienią 2005. Z powodów technicznych misja STS-121 została przeniesiona na lato kolejnego roku. To spowodowało, że Reiter dotarł na stację dopiero 6 lipca 2006 jako trzeci członek Ekspedycji 13. Dzięki temu na stacji, po raz pierwszy od 2003 roku, znów była trzyosobowa załoga.
Po krótkim czasie przystosowania się astronautów do warunków panujących w kosmosie i zapoznania się z załogą zakończyły się pierwsze eksperymenty. Chodzi tu przede wszystkim o badania nad zamrażaniem cieczy w stanie nieważkości. Pod koniec kwietnia 2006 dotarł na stację pierwszy statek transportowy Progress M-65, który przywiózł 2,3 tony wyposażenia, powietrza, wody i pożywienia.
Kolejnym eksperymentem, który został przeprowadzony w połowie maja był SPHERES (Synchronized Posision Hold, Engage, reorient, Experimental Satellites) – mały satelita, którego średnica wynosi 20 cm. Został on umieszczony w środku stacji i był sterowany za pomocą pilota przez astronautów. SPHERES mógł jednak wykonywać również automatyczne ruchy. Satelita został wykorzystany do przetestowania nowych technologii, które mogą zostać użyte podczas misji z większą ilością satelitów w formacji.
Równocześnie do tego trwały przygotowania do pierwszego spaceru kosmicznego. Miał on miejsce w nocy 1 na 2 lipca pod dowództwem kosmonauty Pawła Winogradowa, i przez to odbył się on w rosyjskich skafandrach Orłan. Astronauci wyszli z rosyjskiej śluzy powietrznej Pirs o 22:48 UTC. Podczas spaceru kosmicznego została zastąpiona jedna dysza, która wydala w przestrzeń kosmiczną oddzielony on cząstek wody, przez system Elektron, wodór. Poza tym astronauci zebrali dużą ilość eksperymentów zamontowanych na zewnątrz stacji i wymienili zepsutą kamerę na nową. Wszystkie zaplanowane inne czynności zostały wykonane zgodnie z planem.
Naprawiony system Elektron został po paru dniach od spaceru kosmicznego ponownie włączony, jednak po 7 godzinach pracy został wyłączony z powodu problemów z elektrycznością. Nie stanowiło to jednak żadnego zagrożenia dla załogi, gdyż mogła ona pobierać powietrze ze zbiorników statku Progress. Problemy z elektrycznością zostały ostatecznie zażegnane 11 lipca. Od tego czasu system Elektron funkcjonował normalnie.
6 lipca załoga ISS powiększyła się o jedną osobę, gdy dołączył do niej niemiecki astronauta Thomas Reiter, który dotarł na stację za pośrednictwem promu Discovery. Gdy o 16:30 UTC otworzono luki pomiędzy stacją i wahadłowcem, były to dla Winogradowa i Williamsa pierwsze odwiedziny odkąd przejęli oni stację od 12. stałej załogi ISS.

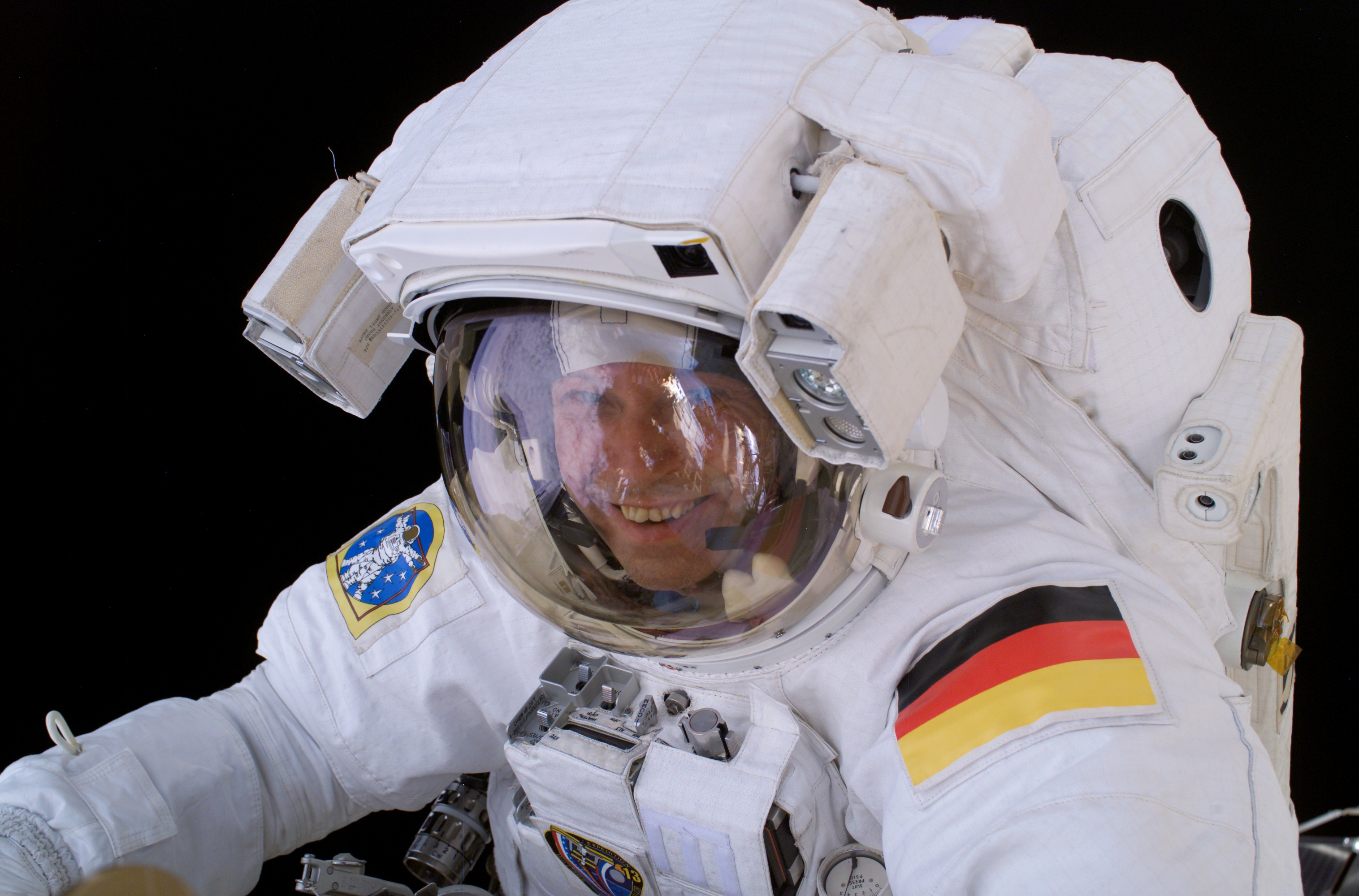
Thomas Reiter podczas spaceru kosmicznego

3 sierpnia odbył się kolejny spacer kosmiczny. Tym razem na zewnątrz wyszli astronauci Thomas Reiter i Jeff Williams. Byli oni ubrani w amerykańskie skafandry kosmiczne. Spacer kosmiczny rozpoczął się o 14:04 UTC – dziewięć minut późnej niż planowano, gdyż zablokował się luk śluzy Quest. Podczas prawie sześciogodzinnego spaceru kosmicznego astronauci na samym początku zajęli się instalacją urządzenia do mierzenia ładunków elektrycznych na stacji. Następnie zamontowali dwa kolejne przyrządy, które miały sprawdzić działanie przestrzeni kosmicznej na różne materiały. Zainstalowano również kamerę na podczerwień do badania powłoki wahadłowców oraz wymieniono zepsutą antenę GPS.
18 września, kilka dni po tym jak prom Atlantis w misji STS-115 odłączył się od stacji, doszło do awarii systemu Elektron. Powodem było przegrzanie urządzenia, co natomiast spowodowało wydostanie się z niego wodnego roztworu wodorotlenku potasu, który rozprowadził po stacji dziwny zapach. Astronauci założyli maski ochronne i rękawice, po czym przystąpili do naprawy uszkodzeń. Po krótkim czasie załoga ogłosiła, że uszkodzenia udało się zneutralizować i nie ma żadnego zagrożenia.
Po ponad 180 dniach na pokładzie ISS astronauci Winogradow i Williams powrócili na Ziemię 29 września 2006 Sojuzem TMA-8. Wraz z nimi na Ziemię wróciła kosmiczna turystka Anousheh Ansari, która przyleciała na stację 20 września wraz z załogą Ekspedycji 14 na pokładzie statku Sojuz TMA-9. Thomas Reiter pozostał na stacji jako członek Ekspedycji 14 przez kolejne 3 miesiące i wrócił na Ziemię w misji STS-116 22 grudnia 2006.

### Zaopatrzenie i loty
Po misji STS-121 w lipcu 2006, na stację, po zaledwie dwóch miesiącach, dotarła misja STS-115. Na jej pokładzie znajdował się moduł kratownicy P3/P4. Podczas trzech spacerów kosmicznych o łącznej długości 20 godzin, udało się pomyśle zamontować kratownice. Dzięki temu stacja powiększyła się po raz pierwszy od czterech lat.
Podczas trwania Ekspedycji 13 na stację przyleciały dwa statki Progress (raz w kwietniu i raz w lipcu), dostarczając na stację nowe wyposażenie, powietrze, wodę, ubrania, eksperymenty i korespondencję dla załogi. Oba statki pozostały zadokowane do stacji aż do końca trwania Ekspedycji 13